# Сількеборг (футбольний клуб)
Сількеборг Ідраетсфоренінг або просто «Сількеборг» (дан. Silkeborg Idrætsforening) — професіональний данський футбольний клуб з міста Сількеборг. Клуб було створено в 1917 році, вийшов до вищого дивізіону національного чемпіонату в 1987 році, в 1990-их роках був одним з найуспішніших футбольних клубів Данії, переможці чемпіонату Данії сезону 1993/94 років, бронзовий призер сезону 1994/95 років, срібний призер чемпіонату Данії сезону 1997/98 років, а також переможець Кубку Данії 2001 року. Сікельборг декілька разів брав участь в єврокубках, став переможцем Кубку Інтертото 1996 року.

## Історія
Заснований в 1917 році, футбольна команда клубу виступала у вищих дивізіонах Ютландії, допоки в 1962 році на короткий час не вилетіла до третього дивізіону. Проте в 1966 році клуб вийшов до другого дивізіону чемпіонату Данії. У 1982 році команда зробила вирішальний крок для повернення до вищого футбольного дивізіону національного чемпіонату, було створено компанію «SIF Fodbold Support A/S», яка стала відповідальною за професіональний футбол у Сількеборзі. Як наслідок, у 1987 році клуб повернувся до елітного дивізіону національного чемпіонату. Цей вихід клубу до найвищого дивізіону національного чемпіонату настільки здивував футбольних уболівальників та, зокрема, журналістів газети «Politiken», що вони написали: «Буде величезним досягненням, якщо Сікельборг здобуде бодай кутовий удар». Проте вже в третьому матчі сезону в національному чемпіонаті «Сількеборг ІФ» у себе вдома з рахунком 1:0 переграв найпотужніший футбольний клуб Данії того часу, «Бронбю ІФ».

### Чемпіонство 1994 року
У сезоні 1993/94 років у «Сількеборга» було багато важливих поєдинків, але найважливішим, напевно, слід вважати домашній матч третього туру національного чемпіонату проти «Бронбю ІФ». Напередодні гри найвідоміший гравець клубу Якоб К'єлдберг був проданий до Челсі, і коли «Бронбю» на початку гри повів з рахунком 2:0, то здавалося, що «Сількеборг» потрапив у безвихідну ситуацію. Але «Сількеборг» повністю змінив перебіг подій на футбольному полі на свою користь та переміг свого суперника з рахунком 4:2 перед своїми вболівальниками. Протягом решти матчів чемпіонату СІФ демонстрував відмінні матчі один за одним. Команда програла лише 2 з 18 матчів й на зимову паузу пішла лідером Суперліги Данії.
Матчі плей-оф були також захоплюючими. На зміну прекрасним матчам прийшов більш розважливий стиль гри. На виїзді СІФ зазнав декількох необов'язкових поразок, але вдома стадіон «Сікельборг» був для клубу справжньою фортецею. Тут СІФ виграв 6 з 7-ми матчів, в яких пропустив лише один м'яч. У другому останньому раунді «Сікельборг» мав можливість забезпечити собі чемпіонство після перемоги над своїм єдиним потенційним конкурентом, ФК «Копенгаген». Уболівальники СІФу з'їжджалися до національного стадіону, Паркен, де зібралася найбільша кількість глядачів за всю історію проведення матчів Суперліги Данії, а саме 26 679 уболівальників. Попри те, що вболівальники «СІФу» стали свідками того, як їх улюбленці відкрили рахунок у матчі, «Копенгаген» все ж переміг у тому матчі з рахунком 4:1.
До останнього туру ситуація виглядала так, що «Сількеборг» має набагато кращі шанси на чемпіонство, ніж «Копенгаген». У домашньому поєдинку команда перемогла Ольборг з рахунком 2:0, завдяки «дублю» лідера команди Хайнце Фернандеса, а в Оденсе однойменний клуб вирвав перемогу в Копенгагена з рахунком 3:2, переможний м'яч команда з Оденсе забила вже у компенсований час; саме останній результат забезпечив СІФу чемпіонство.

### Перемога в Кубку Данії 2001 та пониження в класі
У 2001 році «Сількеборг» виграв Кубок Данії, перемігши у фіналі з рахунком 4:1 свого принципового суперника, «Ольборг». Перший тайм того поєдинку завершився з рахунком 1:0 на користь гостей, але в другому таймі «Сількеборг» забив 4 м'ячі. За СІФ відзначалися Браян Педерсен, Томас Поульсен та Генрік Педерсен (двічі). Стівен Лусту, який згодом стане ключовим гравцем команди, відіграв тоді весь матч. Але вже в наступні роки «Сікельборг» не вражав своїми виступами. Після перемоги у національному кубку команда продала Генріка Педерсена до Болтона, Петера К'яера — до Бешікташу та Томаса Ролла — до Копенгагену. До того ж Мортен Бруун, який зіграв найбільше матчів у клубі за всю його історію, завершив кар'єру гравця. У 2003 році команда вилетіла до другого дивізіону чемпіонату Данії, але вже наступного року повернулася до Суперліги. Двічі поспіль «Сількеборг» займав 8-ме місце серед 12 команд-учасниць ліги, але 2007 року команда знову вилетіла з Суперліги. Однак, після повернення колишнього гравця «Сількеборгу» Троельса Беха вже як головного тренера, провівши певні зміни в колективі, команда під його керівництвом у 2009 році повернулася до вищого дивізіону національного чемпіонату. А у 2011 році «Сількеборг» за підсумками сезону фінішував на 5-му місці в турнірній таблиці чемпіонату, цей результат став найкращим досягненням клубу за останні 15 років.

## Досягнення
- Суперліга (Данія)
  -  Чемпіон (1): 1994
  -  Срібний призер (1): 1998
  -  Бронзовий призер (3): 1995, 2001, 2022

- Перший дивізіон чемпіонату Данії
  -  Чемпіон (2): 2004, 2014

- Кубок Данії
  -  Володар (2): 2001, 2024

- Кубок Інтертото
  -  Володар (1): 1996

## Статистика виступів у єврокубках
| Сезон   | Кубок           | Раунд      | Суперник                 | Вдома | На виїзді | Підсумок   |
| ------- | --------------- | ---------- | ------------------------ | ----- | --------- | ---------- |
| 1991    | Кубок Інтертото | Груповий   | Гаммарбю                 | 4–1   | 1–3       |            |
| 1991    | Кубок Інтертото | Груповий   | Енергі (Котбус)          | 4–1   | 0–1       |            |
| 1991    | Кубок Інтертото | Груповий   | Дукла (Банська Бистриця) | 1–3   | 2–0       |            |
| 1993    | Кубок Інтертото | Груповий   | ФК «Цюрих»               |       | 2–0       |            |
| 1993    | Кубок Інтертото | Груповий   | Бохум                    | 2–2   |           |            |
| 1993    | Кубок Інтертото | Груповий   | ФК «Тіроль»              | 1–1   |           |            |
| 1993    | Кубок Інтертото | Груповий   | Слован (Братислава)      |       | 2–1       |            |
| 1994    | Кубок Інтертото | Груповий   | Гальмстад                |       | 2–0       |            |
| 1994    | Кубок Інтертото | Груповий   | Маккабі (Нетанья)        | 0–0   |           |            |
| 1994    | Кубок Інтертото | Груповий   | Спарта (Прага)           |       | 4–1       |            |
| 1994    | Кубок Інтертото | Груповий   | Локомотив (Софія)        | 7–2   |           |            |
| 1994/95 | Ліга чемпіонів  | 1 Кв.      | Динамо (Київ)            | 0–0   | 3–1       | 1–3        |
| 1995/96 | Кубок УЄФА      | 1 Кв.      | Крузейдерс               | 4–0   | 1–2       | 6–1        |
| 1995/96 | Кубок УЄФА      | 2 Кв.      | Спарта (Прага)           | 1–2   | 0–1       | 2–2        |
| 1996    | Кубок Інтертото | Груповий   | Шарлеруа                 |       | 2–4       |            |
| 1996    | Кубок Інтертото | Груповий   | Заглембє (Любін)         | 0–0   |           |            |
| 1996    | Кубок Інтертото | Груповий   | Рід                      |       | 0–3       |            |
| 1996    | Кубок Інтертото | Груповий   | Конві Бороу              | 4–0   |           |            |
| 1996    | Кубок Інтертото | 1/2 фіналу | Уралмаш                  | 0–1   | 1–2       | 2–2 (в.г.) |
| 1996    | Кубок Інтертото | Фінал      | Сегеста                  | 0–1   | 1–2       | 2–2 (в.г.) |
| 1996/97 | Кубок УЄФА      | Кв         | Спартак (Москва)         | 1–2   | 3–2       | 3–5        |
| 1997    | Кубок Інтертото | Груповий   | Грацер                   |       | 0–2       |            |
| 1997    | Кубок Інтертото | Груповий   | Хрватскі Драговоляц      | 5–0   |           |            |
| 1997    | Кубок Інтертото | Груповий   | Бастія                   |       | 0–1       |            |
| 1997    | Кубок Інтертото | Груповий   | Еббу Вейл                | 6–1   |           |            |
| 1998/99 | Кубок УЄФА      | 1 Кв.      | НК Мура                  | 2–0   | 0–0       | 2–0        |
| 1998/99 | Кубок УЄФА      | 2 Кв.      | Рома                     | 0–2   | 1–0       | 0–3        |
| 2000    | Кубок Інтертото | 1Р         | Дніпро (Могильов)        | 1–2   | 2–1       | 2–4        |
| 2001/02 | Кубок УЄФА      | 1 Кв.      | Реал Сарагоса            | 1–2   | 3–0       | 1–5        |

## Найкращі бомбардири клубу
Враховується лиш матчі офіційних змагань. Станом на 1 січня 2015 року
| #  | Ім'я            | Кар'єра                | Голи |
| -- | --------------- | ---------------------- | ---- |
| 1  | Генрік Педерсен | 1995–2001 та 2008—2012 | 96   |
| 2  | Хейне Фернандес | 1990–1998              | 96   |
| 3  | Райко Лекич     | 2003–2004 та 2008—2011 | 76   |
| 4  | Крістіан Гольст | 2008–2014              | 47   |
| 5  | Єспер Тігесен   | 1994–1998 та 2000—2003 | 45   |
| 6  | Ідді Альхаг     | 2001–2007              | 41   |
| 7  | Міхаель Гансен  | 1991–1996 та 2006—2007 | 39   |
| 8  | Мортен Бруун    | 1988–2001              | 35   |
| 9  | Оле Сков        | 1988–1992              | 35   |
| 10 | Ноцко Йокович   | 1996–1999              | 33   |
| 11 | Петер Лассен    | 1999–2000              | 33   |
| 12 | Аллан Рісе      | 1991–1997              | 32   |
| 13 | Ганс Ерфурт     | 1987–1994              | 31   |
| 14 | Марвін Пурьє    | 2011–2013              | 29   |
| 15 | Єспер Бех       | 2004–2014              | 28   |

## Найбільша кількість зіграних матчів
Враховується лиш матчі офіційних змагань. Станом на 1 січня 2015 року
| #  | Ім'я            | Кар'єра                | Ігор |
| -- | --------------- | ---------------------- | ---- |
| 1  | Мортен Бруун    | 1988–2001              | 424  |
| 2  | Б'ярне Єнсен    |                        | 348  |
| 3  | Інвар Йогансен  | 1979–1993              | 325  |
| 4  | Арне Сковбо     |                        | 308  |
| 5  | Курт Нільсен    |                        | 307  |
| 6  | Петер К'єр      | 1993–2001              | 291  |
| 7  | Крістіан Дуус   | 1991–2005              | 283  |
| 8  | Генрік Педерсен | 1995–2001 та 2008—2012 | 270  |
| 9  | Міхаель Ларсен  | 1992–2003              | 269  |
| 10 | Томас Поульсен  | 1997–2006              | 255  |
| 11 | Браян Скааруп   | −1991                  | 254  |
| 12 | Денніс Флінта   | 2005–2007 та 2009–т.ч. | 252  |
| 13 | Хейне Фернандес | 1990–1998              | 246  |
| 14 | Йорген Гансен   |                        | 245  |
| 15 | Єспер Тігесен   | 1994–1998 та 2000—2003 | 245  |

## Склад команди
Станом на 22 липня 2016
| №  | Поз. | Нац.     | Гравець                                    |
| -- | ---- | -------- | ------------------------------------------ |
| 1  | ВР   | Данія    | Томас Норгаард                             |
| 3  | ЗХ   | Норвегія | Робін Естрем                               |
| 4  | ЗХ   | Данія    | Сімон Якобсен                              |
| 5  | ЗХ   | Перу     | Олівер Сонне                               |
| 6  | ЗХ   | Данія    | Єнс Мартін Гаммельбі                       |
| 7  | ПЗ   | Данія    | Ніколай Аггер                              |
| 8  | ПЗ   | Данія    | Мартін Томсен                              |
| 9  | НП   | Данія    | Андреас Альберс                            |
| 10 | ПЗ   | Данія    | Еміль Шиль                                 |
| 11 | НП   | Данія    | Ніклас Геленіус (в оренді з клубу Ольборг) |
| 13 | ПЗ   | Данія    | Міккель Вендебло                           |
| 14 | ПЗ   | Данія    | Денніс Флінта (Капітан)                    |

| №  | Поз. | Нац.   | Гравець          |
| -- | ---- | ------ | ---------------- |
| 15 | ЗХ   | Данія  | Густав Даль      |
| 16 | ВР   | Данія  | Крістіан Фаеста  |
| 17 | ПЗ   | Данія  | Еміль Лінг       |
| 18 | ПЗ   | Гана   | Ібрагім Моро     |
| 19 | ПЗ   | Данія  | Семмі Скітте     |
| 22 | ПЗ   | Грузія | Давіт Схіртладзе |
| 23 | ПЗ   | Данія  | Єпп Оккельс      |
| 29 | ПЗ   | Данія  | Роберт Сков      |
| 31 | ВР   | Данія  | Єнс Рінке        |
| —  | ПЗ   | Данія  | Маркус Сольберг  |
| 40 | ЗХ   | Данія  | Александер Буск  |
| 41 | ПЗ   | Данія  | Оскар Боесен     |

### В оренді
| №  | Поз. | Нац.  | Гравець        |
| -- | ---- | ----- | -------------- |
| 24 | ПЗ   | Данія | Ніколай Колерт |

## Відомі тренери
- Вігго Єнсен (1987–92)
- Бу Юганссон (1992–94)
- Бу Нільссон (1994)
- Франк Петерсен (1995)
- Пребен Елк'яер-Ларсен (1995–96)
- Зепп Піонтек (1997–99)
- Бенні Йоханссен (1999–01)
- Мортен Бруун (2001–02)
- Вігго Єнсен (липень 2002 – жовтень 2006)
- Педер Кнудсен (жовтень 2006 – грудень 2008)
- Пребен Лундбю (2007)
- Троельс Бех (січень 2009 – червень 2012)
- Кельд Бордінггард (липень 2012 – листопад 2012)
- Вігго Єнсен (листопад 2012 – червень 2013)
- Єспер Соренсен (липень 2013 – грудень 2014)
- Кім Поульсен (грудень 2014– вересень 2015)
- Петер Соренсен (вересень 2015–)